# Tatort: Gefallene Engel
Gefallene Engel ist ein Fernsehfilm aus der Krimireihe Tatort. Der von Telepool und Bavaria Film für den Bayerischen Rundfunk produzierte Beitrag wurde am 20. September 1998 im Ersten als 397. Folge der Reihe zum ersten Mal gesendet. Für die Kommissare Batic und Leitmayr ist es ihr 20. Fall. Sie jagen einen mörderischen Moralapostel, der bereits drei Männer umgebracht hat und sich Leitmayr als sein viertes Opfer ausgewählt hat.

## Handlung
Batic und Leitmayr müssen sich in das Labyrinth der Kanalisation von München begeben, da man dort eine Leiche entdeckt hat. Der Rechtsmediziner kann aufgrund der Umwelteinflüsse und des Verwesungszustands den Todeszeitraum auf zwei bis drei Wochen einschränken. Die edlen Kleidungsstücke lassen auf einen recht wohlhabenden Mann mittleren Alters schließen. In seiner Jackentasche befindet sich ein Heiligenbild. Später stellt sich heraus, dass es sich um Wolfgang Heindl, einen Geschäftsmann aus Wien, handelt.
Schon am nächsten Tag wird eine weitere Leiche auf einer Mülldeponie entdeckt. Als die Ermittler eintreffen, lebt der Mann zwar noch, stirbt jedoch auf dem Weg ins Krankenhaus. Da er einen Hotelschlüssel bei sich hatte, kann seine Identität festgestellt werden. Der Empfangschef des Hotels erkennt den Toten als Reinhardt Bode. Er hatte in München dienstlich zu tun, und daher suchen Batic und Leitmayr den Inhaber der Firma auf, mit der er einen Termin vereinbart hatte. Dort werden alte Arzneimittel in die ganze Welt verschickt, und der Inhaber Klaus Aigner gibt an, Bode auch privat gut zu kennen. Beide hatten demnächst vor, ihre Firmen zusammenzuführen. Batic und Leitmayr fällt jedoch auf, dass die Arzneimittel nicht nur alt, sondern teilweise sogar bereits abgelaufen sind. Batic kann heimlich mit einer Mitarbeiterin von Aigner sprechen und erfährt, dass ihr Chef mit Bode massiv gestritten hatte. Daraufhin lässt Batic Aigner wegen Mordverdacht festnehmen.
Inzwischen wird der Journalist Mathias Lang aus Hamburg tot aufgefunden, der an einer Enthüllungsstory arbeitete. Zum Todeszeitpunkt befand sich Aigner bereits in Untersuchungshaft, so dass er als Täter nicht in Frage kommt und man ihn wieder freilassen muss. Leitmayr entdeckt, dass alle drei Toten eine religiöse Verbindung zu haben scheinen. Das Heiligenbild des ersten Toten passt zu einer Marienreliquie, die Reinhardt Bode bei sich trug, und rätselhaften Tätowierungen des Journalisten entpuppen sich als Bibelstellen.
Batic besucht in der Zwischenzeit Bordelle in München, da er in Erfahrung gebracht hat, dass Bode im Hotel nach solchen Etablissements gefragt hatte. So stellt sich heraus, dass auch die beiden anderen Toten Besucher eines noblen Bordells waren. Da alle drei an einer Kohlenmonoxidvergiftung gestorben sind, vermuten die Ermittler, dass die Ermordeten Opfer eines Serienmörders wurden, dessen Motiv religiösen Wahnvorstellungen entspringt. Bei der Suche nach diesem Mann müssen die Ermittler kriminalistische Kleinarbeit leisten und Hinweise wie Puzzlesteine zusammentragen. Eine Spur führt zu einem Taxifahrer, der auch in anderen verschiedenen Bereichen mit seinen extremen moralischen Vorstellungen aufgefallen ist. So kann ein Phantombild anfertigt werden, auf dem die Prostituierte Frances einen ehemaligen Gast des Bordells erkennt, der sie alle als „gefallene Engel“ bezeichnet hat und sie bekehren wollte. Da sich Leitmayr helfend für Frances einsetzt, entdeckt sie ihr Herz für ihn. Sie besucht ihn privat und übernachtet sogar bei ihm.
Auf der Suche nach dem religiös Verirrten wenden sich Batic und Leitmayr an einen Pfarrer, den sie gut kennen. Dort haben sie den Eindruck, dass sein junger Vikar etwas weiß, aber nicht darüber reden darf. So behalten sie Kirche und Besucher im Auge, doch erhalten keinen konkreten Hinweis. Batic versucht das Beichtgeheimnis im Fall des jungen Priesters aufheben zu lassen, aber er hat keinen Erfolg. Trotzdem bekommen die Ermittler hier den entscheidenden Hinweis auf einen Bruno Ellner, der wegen seiner übertriebenen Frömmigkeit das Priesterseminar nicht bestanden hatte. Da Ellner in München gemeldet ist, können Batic und Leitmayr seine Wohnung überprüfen. Er selbst ist nach Aussage der Vermieterin seit vier Tagen verschwunden. Die Ermittler finden im Außenbereich eine abgedichtete Garage, die offensichtlich der Ort ist, an dem Ellner seine Opfer mit Abgasen umgebracht hat.
Ellner beobachtet regelmäßig die Sünder, die das Bordell besuchen. So ist ihm Leitmayr aufgefallen, der sich mit einer der Prostituierten eingelassen hatte, und so hat er ihn bis zu seiner Wohnung verfolgt. Es gelingt ihm, Leitmayr in seine Gewalt zu bringen, und er will mit ihm gemeinsam Buße tun, da sie beide Sünder sind und gefehlt haben. Doch Batic und Carlo, die bereits auf der Suche nach ihrem Kollegen sind, können die beiden ausfindig machen und Leitmayr befreien. Auch Ellner können sie davor bewahren, sich umzubringen, und nehmen ihn fest.

## Rezeption

### Einschaltquoten
Die Erstausstrahlung von Gefallene Engel am 20. September 1998 wurde in Deutschland von 7,44 Millionen Zuschauern gesehen und erreichte einen Marktanteil von 22,03 % für Das Erste. Beim Tatortblog erreicht die Episode Platz 90 von 911 möglichen.

### Kritiken
Auf der Internetseite Moviesection.de vergibt Thomas Ays dieses Mal alle fünf möglichen Sterne und urteilt über den Tatort, dass es dem Regisseur sehr gut gelingt, „eine passende Atmosphäre [zu schaffen] und [so] jagt [er] seinen Zuschauern in regelmäßigen Abständen immer wieder Gänsehaut über den Rücken. [...] (Neben Edgar Selge, der als religiös fanatischer Mörder) widerlich in Szene gesetzt [ist] [...] sind die beiden Kommissare [...] wieder herrlich komisch. So wollen wir unsere Ermittler sehen und Dank des buddhistisch gewordenen Carlo Menzinger (Michael Fitz) darf man zwischendurch dann auch herzlich laut lachen. Drehbuchautor Peter Probst hat es nicht verpasst, neben all dem Spuk die komische Seite zu beleuchten, was aus "Gefallene Engel" einen glaubhaften Mix aus altbekannter, Münchner "Tatort"-Qualität und atmosphärischer Aufklärungsarbeit werden lässt.“
Die Kritiker der Fernsehzeitschrift TV Spielfilm finden, „Batic (Miroslav Nemec) und Leitmayr (Udo Wachtveitl) balancieren gekonnt zwischen Engagement und ironischer Distanz“.